# Liste der Monuments historiques in L’Île-Saint-Denis
Die Liste der Monuments historiques in L’Île-Saint-Denis führt die Monuments historiques in der französischen Gemeinde L’Île-Saint-Denis auf.

## Liste der Bauwerke
| Bezeichnung  | Beschreibung | Standort | Kennzeichnung | Schutzstatus | Datum | Bild           |
| ------------ | ------------ | -------- | ------------- | ------------ | ----- | -------------- |
| Sportzentrum |              | (Lage)   | PA93000024    | Inscrit      | 2007  | weitere Bilder |

## Liste der Objekte
- Monuments historiques (Objekte) in L’Île-Saint-Denis in der Base Palissy des französischen Kultusministeriums